# Pelem Gadung
Pelem Gadung is een bestuurslaag in het regentschap Sragen van de provincie Midden-Java, Indonesië. Pelem Gadung telt 6383 inwoners (volkstelling 2010).